# Gunung Monteungku
Gunung Monteungku är ett berg i Indonesien.   Det ligger i provinsen Aceh, i den västra delen av landet, 1 700 km nordväst om huvudstaden Jakarta. Toppen på Gunung Monteungku är 1 008 meter över havet, eller 53 meter över den omgivande terrängen. Bredden vid basen är 0,91 km.
Terrängen runt Gunung Monteungku är huvudsakligen kuperad.Runt Gunung Monteungku är det mycket glesbefolkat, med 3 invånare per kvadratkilometer. I omgivningarna runt Gunung Monteungku växer i huvudsak städsegrön lövskog.